# Xestia rhomboidea
Xestia rhomboidea là một loài bướm đêm trong họ Noctuidae.